# GP3 Series 2017
La stagione 2017 della GP3 Series è stata l'ottava della categoria, nata a supporto della GP2 Series. Iniziata il 13 maggio, si è conclusa il 26 novembre, dopo 8 doppi appuntamenti, uno in meno della stagione precedente. Il campionato è stato vinto dal pilota britannico George Russell, mentre il titolo a squadre è andato alla ART Grand Prix.

## La pre-stagione

### Calendario
Il calendario è stato comunicato il 27 gennaio. La stagione inizia in maggio, in occasione del Gran Premio di Spagna. Il numero di weekend di gare scende a 8.
| Gara | Gara | Circuito                                 | Giri | Lunghezza                  | Data        | Ora   | Supporto                          |
| ---- | ---- | ---------------------------------------- | ---- | -------------------------- | ----------- | ----- | --------------------------------- |
| 1    | G1   | Circuito di Catalogna, Barcellona        | 22   | 22 x 4,655 km = 102,410 km | 13 maggio   | 17:15 | Gran Premio di Spagna 2017        |
| 1    | G2   | Circuito di Catalogna, Barcellona        | 17   | 17 x 4,655 km = 79,135 km  | 14 maggio   | 09:25 | Gran Premio di Spagna 2017        |
| 2    | G1   | Red Bull Ring, Spielberg bei Knittelfeld | 24   | 24 x 4,326 km = 103,824 km | 8 luglio    | 17:20 | Gran Premio d'Austria 2017        |
| 2    | G2   | Red Bull Ring, Spielberg bei Knittelfeld | 18   | 18 x 4,326 km = 77,868 km  | 9 luglio    | 09:15 | Gran Premio d'Austria 2017        |
| 3    | G1   | Circuito di Silverstone                  | 20   | 20 x 5,891 km = 117,820 km | 15 luglio   | 16:30 | Gran Premio di Gran Bretagna 2017 |
| 3    | G2   | Circuito di Silverstone                  | 15   | 15 x 5,891 km = 88,365 km  | 16 luglio   | 08:10 | Gran Premio di Gran Bretagna 2017 |
| 4    | G1   | Hungaroring, Mogyoród                    | 22   | 22 x 4,381 km = 96,382 km  | 29 luglio   | 17:20 | Gran Premio d'Ungheria 2017       |
| 4    | G2   | Hungaroring, Mogyoród                    | 17   | 17 x 4,381 km = 74,477 km  | 30 luglio   | 09:15 | Gran Premio d'Ungheria 2017       |
| 5    | G1   | Circuito di Spa-Francorchamps            | 17   | 17 x 7,004 km = 119,086 km | 26 agosto   | 17:30 | Gran Premio del Belgio 2017       |
| 5    | G2   | Circuito di Spa-Francorchamps            | 13   | 13 x 7,004 km = 91,052 km  | 27 agosto   | 08:55 | Gran Premio del Belgio 2017       |
| 6    | G1   | Autodromo Nazionale Monza                | 22   | 22 x 5,793 km = 127,446 km | 3 settembre | 08:50 | Gran Premio d'Italia 2017         |
| 7    | G1   | Circuito di Jerez                        | 23   | 23 x 4,428 km = 101,844 km | 7 ottobre   | 11:00 |                                   |
| 7    | G2   | Circuito di Jerez                        | 17   | 17 x 4,428 km = 75,276 km  | 8 ottobre   | 11:00 |                                   |
| 8    | G1   | Circuito di Yas Marina, Isola Yas        | 18   | 18 x 5,554 km = 99,972 km  | 25 novembre | 9:25  | Gran Premio di Abu Dhabi 2017     |
| 8    | G2   | Circuito di Yas Marina, Isola Yas        | 14   | 14 x 5,554 km = 77,756 km  | 26 novembre | 9:50  | Gran Premio di Abu Dhabi 2017     |

### Test
La prima sessione di test si svolge sul Circuito di Estoril tra il 22 e il 23 marzo, la seconda sul Circuito di Barcellona, tra il 19 e 20 aprile, e la terza sul Circuito Ricardo Tormo di Valencia, tra il 25 e il 26 aprile.
| Circuito                          | Data                   | Pilota più veloce | Team                | Tempo    | Giri |
| --------------------------------- | ---------------------- | ----------------- | ------------------- | -------- | ---- |
| Circuito di Estoril               | 22 marzo (mattina)     | Raoul Hyman       | Campos Racing       | 1'31"539 | 36   |
| Circuito di Estoril               | 22 marzo (pomeriggio)  | George Russell    | ART Grand Prix      | 1'27"606 | 41   |
| Circuito di Estoril               | 23 marzo (mattina)     | George Russell    | ART Grand Prix      | 1'37"543 | 46   |
| Circuito di Estoril               | 23 marzo (pomeriggio)  | Jack Aitken       | ART Grand Prix      | 1'28"126 | 18   |
| Circuito di Catalogna, Barcellona | 19 aprile (mattina)    | Arjun Maini       | Jenzer Motorsport   | 1'34"163 | 24   |
| Circuito di Catalogna, Barcellona | 19 aprile (pomeriggio) | Nirei Fukuzumi    | ART Grand Prix      | 1'33"685 | 47   |
| Circuito di Catalogna, Barcellona | 20 aprile (mattina)    | Dorian Boccolacci | Trident Racing      | 1'32"896 | 45   |
| Circuito di Catalogna, Barcellona | 20 aprile (pomeriggio) | Dorian Boccolacci | Trident Racing      | 1'34"022 | 43   |
| Circuito Ricardo Tormo, Valencia  | 25 aprile (mattina)    | Dorian Boccolacci | Trident Racing      | 1'21"191 | 31   |
| Circuito Ricardo Tormo, Valencia  | 25 aprile (pomeriggio) | George Russell    | ART Grand Prix      | 1'21"814 | 54   |
| Circuito Ricardo Tormo, Valencia  | 26 aprile (mattina)    | Leonardo Pulcini  | Arden International | 1'21"233 | 33   |
| Circuito Ricardo Tormo, Valencia  | 26 aprile (pomeriggio) | Alessio Lorandi   | Jenzer Motorsport   | 1'21"333 | 42   |

## Piloti e scuderie

### Scuderie
La Koiranen GP, scuderia finlandese, presente nel campionato 2013, esce dalla categoria senza essere sostituita da altro team. Il numero delle scuderie presenti scende così a sei.

### Piloti
Il campione del 2016, Charles Leclerc, come da regolamento, non può prendere parte alla nuova stagione. Il monegasco passa alla GP2 Series alla Prema Racing, dove trova Antonio Fuoco, il secondo della GP3 2016. Jake Hughes passa dalla DAMS alla F3 europea, con la Hitech. Percorso inverso per George Russell; l'ex pilota della F3 europea viene iscritto dalla ART Grand Prix alla categoria. La ART si assicura anche l'altro britannico Jack Aitken, che nel 2016 corse con l'Arden, e il francese Anthoine Hubert, già impegnato in F3.
Il pilota francese Julien Falchero fa l'esordio in GP3 col team Campos Racing, provenendo dalla F. Renault 2.0. Lo svizzero Kevin Jörg passa dalla DAMS alla Trident Racing. La Trident completa la sua quaterna di piloti col francese Dorian Boccolacci, vicecampione della F. Renault 2.0 e lo statunitense Ryan Tveter. L'Arden porta in campionato il campione 2016 dell'Euroformula, Leonardo Pulcini, affiancandolo col finlandese Niko Kari, che nel 2016 corse una gara con Koiranen, e l'olandese Steijn Schothorst, impegnato da Campos, per tutta la stagione precedente, in GP3. La scuderia spagnola ingaggia due piloti extraeuropei: il sudafricano Raoul Hyman e l'argentino Marcos Siebert.
La DAMS conferma Santino Ferrucci, e ingaggia la colombiana Tatiana Calderón (già impegnata nella categoria nel 2016) e il brasiliano Bruno Baptista, che ha esperienza nella F. Renault 2.0. Infine la Jenzer conferma due dei piloti schierati nel 2016: l'indiano Arjun Maini e l'italiano Alessio Lorandi.
A Budapest il francese Matthieu Vaxivière, proveniente dalle gare endurance, ma anche con esperienze con monoposto, sostituisce alla DAMS Ferrucci, passato alla F2. Dalla gara di Spa la Jenzer iscrive una terza vettura, per l'equadoriano, che corre con licenza italiana, Juan Manuel Correa, proveniente dalla F4. Vaxivière viene sostituito, da Monza, dal britannico Dan Ticktum, che proviene dall'Eurocup Renault.

### Tabella riassuntiva
| Team                | Nº | Pilota             | Weekend di gare |
| ------------------- | -- | ------------------ | --------------- |
| ART Grand Prix      | 1  | Jack Aitken        | Tutti           |
| ART Grand Prix      | 2  | Nirei Fukuzumi     | Tutti           |
| ART Grand Prix      | 3  | George Russell     | Tutti           |
| ART Grand Prix      | 4  | Anthoine Hubert    | Tutti           |
| Arden International | 5  | Niko Kari          | Tutti           |
| Arden International | 6  | Leonardo Pulcini   | Tutti           |
| Arden International | 7  | Steijn Schothorst  | Tutti           |
| Trident             | 9  | Kevin Jörg         | Tutti           |
| Trident             | 10 | Giuliano Alesi     | Tutti           |
| Trident             | 11 | Ryan Tveter        | Tutti           |
| Trident             | 12 | Dorian Boccolacci  | Tutti           |
| DAMS                | 14 | Santino Ferrucci   | 1-3             |
| DAMS                | 14 | Matthieu Vaxivière | 4-5             |
| DAMS                | 14 | Daniel Ticktum     | 6-8             |
| DAMS                | 15 | Tatiana Calderón   | Tutti           |
| DAMS                | 16 | Bruno Baptista     | Tutti           |
| Jenzer Motorsport   | 22 | Alessio Lorandi    | Tutti           |
| Jenzer Motorsport   | 23 | Juan Manuel Correa | 5-8             |
| Jenzer Motorsport   | 24 | Arjun Maini        | Tutti           |
| Campos Racing       | 26 | Julien Falchero    | Tutti           |
| Campos Racing       | 27 | Raoul Hyman        | Tutti           |
| Campos Racing       | 28 | Marcos Siebert     | Tutti           |

## Circuiti e gare
Come per la F2, esce dal calendario l'Hockenheimring che, nella solita alternanza tra circuiti tedeschi, avrebbe dovuto essere sostituito dal Nürburgring, che però, per motivi finanziari, ha rinunciato a ospitare la F1, e perciò anche la categoria cadetta. Anche il Circuito di Sepang non è stato confermato nella lista delle gare del calendario. Fa l'esordio il Circuito di Jerez de la Frontera; la gara sul tracciato spagnolo non verrà effettuata in corrispondenza di nessun appuntamento del mondiale di F1 (la data prescelta è comunque la stessa del Gran Premio del Giappone). Era dal 2015, nella gara del Bahrein di novembre, che la GP3 non effettuava una gara autonoma da gran premi del mondiale di F1.

## Modifiche al regolamento
A partire da questa stagione anche i piloti di GP3 possono utilizzare il DRS, ma, a differenza di Formula 1 e Formula 2, soltanto per sei volte nella feature race e quattro nella gara sprint, data la rilevante differenza di velocità che si crea tra le monoposto di questa categoria.

## Sistema di punteggio

### Classifica piloti
I punti vengono assegnati ai primi dieci classificati in gara-1 (detta anche gara lunga o feature race) e ai primi otto in gara-2 (detta anche gara corta o sprint race). Colui che conquista la pole position riceve 4 punti, mentre 2 sono assegnati a chi fa il giro più veloce, ma solo se si trova all'interno della top ten della gara stessa. Non sono assegnati punti extra al poleman di gara-2 poiché si tratta semplicemente dell'8º arrivato in gara-1, che si trova a partire in prima posizione in gara-2, a causa della regola della griglia invertita.
Punti nella feature race
| Posizione | 1º | 2º | 3º | 4º | 5º | 6º | 7º | 8º | 9º | 10º | Pole | GPV |
| Punti     | 25 | 18 | 15 | 12 | 10 | 8  | 6  | 4  | 2  | 1   | 4    | 2   |

Punti nella sprint race
I punti sono assegnati ai primi otto classificati.
| Posizione | 1º | 2º | 3º | 4º | 5º | 6º | 7º | 8º | GPV |
| Punti     | 15 | 12 | 10 | 8  | 6  | 4  | 2  | 1  | 2   |

### Classifica scuderie
Vengono assegnati punti solo alle prime tre vetture giunte sul traguardo.

## Risultati e classifiche

### Gare
In gara 2 la griglia di partenza si basa sui risultati di gara 1, con i primi 8 piloti posizionati in ordine inverso; al pilota in pole in gara 2 non vengono attribuiti punti aggiuntivi.
| Gara | Gara | Circuito      | Tempo           | Velocità        | Pole position   | Giro veloce      | Pilota vincitore  | Team vincitore      |                 |
| ---- | ---- | ------------- | --------------- | --------------- | --------------- | ---------------- | ----------------- | ------------------- | --------------- |
| 1    | G1   | Barcellona    | 36'41"269       | 167,277 km/h    | Jack Aitken     | Anthoine Hubert  | Nirei Fukuzumi    | ART Grand Prix      |                 |
| 1    | G2   | Barcellona    | 28'05"908       | 168,711 km/h    |                 | George Russell   | Arjun Maini       | Jenzer Motorsport   |                 |
| 2    | G1   | Red Bull Ring | 36'13"306       | 181,473 km/h    | George Russell  | Anthoine Hubert  | George Russell    | ART Grand Prix      |                 |
| 2    | G2   | Red Bull Ring | 24'34"848       | 189,411 km/h    |                 | Anthoine Hubert  | Raoul Hyman       | Campos Racing       |                 |
| 3    | G1   | Silverstone   | 40'20"435       | 175,038 km/h    | George Russell  | Giuliano Alesi   | George Russell    | ART Grand Prix      |                 |
| 3    | G2   | Silverstone   | 30'04"801       | 175,992 km/h    |                 | George Russell   | Giuliano Alesi    | Trident             |                 |
| 4    | G1   | Hungaroring   | 37'23"211       | 154,613 km/h    | Jack Aitken     | Jack Aitken      | Jack Aitken       | ART Grand Prix      |                 |
| 4    | G2   | Hungaroring   | 29'05"379       | 153,532 km/h    |                 | Leonardo Pulcini | Giuliano Alesi    | Trident             |                 |
| 5    | G1   | Spa           | 37'47"103       | 188,874 km/h    | George Russell  | George Russell   | George Russell    | ART Grand Prix      |                 |
| 5    | G2   | Spa           | 27'50"961       | 195,899 km/h    |                 | George Russell   | Giuliano Alesi    | Trident             |                 |
| 6    | G1   | Monza         | 44'15"898       | 164,478 km/h    | Nirei Fukuzumi  | Anthoine Hubert  | George Russell    | ART Grand Prix      |                 |
| 6    | G2   | Monza         | Gara cancellata | Gara cancellata | Gara cancellata | Gara cancellata  | Gara cancellata   | Gara cancellata     | Gara cancellata |
| 7    | G1   | Jerez         | 35'57"969       | 170,033 km/h    | Nirei Fukuzumi  | Jack Aitken      | Nirei Fukuzumi    | ART Grand Prix      |                 |
| 7    | G2   | Jerez         | 28'05"939       | 160,908 km/h    |                 | George Russell   | Alessio Lorandi   | Jenzer Motorsport   |                 |
| 8    | G1   | Yas Marina    | 37'28"944       | 159,846 km/h    | George Russell  | Niko Kari        | Niko Kari         | Arden International |                 |
| 8    | G2   | Yas Marina    | 27'38"145       | 168,566 km/h    |                 | Dan Ticktum      | Dorian Boccolacci | Trident             |                 |

### Classifica piloti
| Pos. | Pilota             | CAT | CAT | RBR | RBR | SIL | SIL | HUN | HUN | SPA | SPA | MNZ | MNZ | JER | JER | YMC | YMC | Punti |
| ---- | ------------------ | --- | --- | --- | --- | --- | --- | --- | --- | --- | --- | --- | --- | --- | --- | --- | --- | ----- |
| 1    | George Russell     | 4   | 5   | 1   | 6   | 1   | 4   | NP  | 11  | 1   | 2   | 1   | C   | 2   | 4   | 2   | 4   | 220   |
| 2    | Jack Aitken        | Rit | 12  | 2   | 5   | 4   | 2   | 1   | Rit | 2   | 18  | 2   | C   | 3   | 6   | 14  | 8   | 141   |
| 3    | Nirei Fukuzumi     | 1   | 6   | 3   | 3   | Rit | 16  | 2   | Rit | 3   | 4   | NP  | C   | 1   | 5   | 15  | 14  | 134   |
| 4    | Anthoine Hubert    | 5   | 4   | 4   | 7   | 2   | 8   | 3   | 5   | Rit | 7   | 3   | C   | 5   | 3   | 11  | 5   | 123   |
| 5    | Giuliano Alesi     | 17  | 11  | 6   | 2   | 7   | 1   | 6   | 1   | 7   | 1   | 6   | C   | 9   | 7   | Rit | 9   | 99    |
| 6    | Dorian Boccolacci  | 6   | 2   | 9   | 17† | 8   | Rit | 5   | 4   | 5   | 17  | 14  | C   | 7   | 2   | 7   | 1   | 93    |
| 7    | Alessio Lorandi    | 3   | 3   | 7   | 8   | 3   | 6   | 4   | Rit | 12  | 14  | Rit | C   | 8   | 1   | 5   | 17  | 92    |
| 8    | Ryan Tveter        | 12  | 18  | 5   | 4   | Rit | 13  | 8   | 2   | 6   | 3   | 5   | C   | 12  | 14  | 8   | 2   | 78    |
| 9    | Arjun Maini        | 7   | 1   | 10  | 16  | 6   | 5   | Rit | 8   | 4   | 6   | 16† | C   | 17  | 12  | 3   | 6   | 72    |
| 10   | Niko Kari          | 15  | 14  | Rit | 18  | 5   | 3   | 9   | 6   | 9   | 9   | 15† | C   | 6   | 19  | 1   | 13  | 63    |
| 11   | Dan Ticktum        |     |     |     |     |     |     |     |     |     |     | 13  | C   | 4   | Rit | 4   | 3   | 36    |
| 12   | Kevin Jörg         | 13  | 9   | 11  | 9   | 9   | 7   | 7   | 3   | 10  | 8   | 9   | C   | 20  | 18  | 9   | 7   | 28    |
| 13   | Raoul Hyman        | 8   | 7   | 8   | 1   | 16  | 11  | 14  | 7   | 14  | 10  | 11  | C   | 19  | 15  | 13  | 11  | 27    |
| 14   | Leonardo Pulcini   | 2   | 17  | Rit | 14  | 11  | 12  | 15  | 10  | 11  | 11  | Rit | C   | 14  | 13  | 17† | Rit | 20    |
| 15   | Julien Falchero    | 11  | 10  | 15  | 11  | 10  | Rit | 13  | Rit | 8   | 5   | 8   | C   | 10  | 9   | NP  | 16  | 16    |
| 16   | Marcos Siebert     | 10  | 16  | 12  | 10  | 12  | 10  | 11  | 9   | Rit | Rit | 4   | C   | 18  | 17  | Rit | Rit | 13    |
| 17   | Steijn Schothorst  | 18  | 15  | Rit | 15  | 13  | Rit | Rit | Rit | 13  | 12  | 12  | C   | 11  | 10  | 6   | 18† | 8     |
| 18   | Tatiana Calderón   | 14  | Rit | 13  | 12  | 14  | 15  | Rit | 13  | 16  | 13  | 7   | C   | 13  | 8   | 16  | 15  | 7     |
| 19   | Santino Ferrucci   | 9   | 8   | Rit | 13  | Rit | 9   |     |     |     |     |     |     |     |     |     |     | 3     |
| 20   | Bruno Baptista     | 16  | 13  | 14  | Rit | 15  | 14  | 10  | Rit | Rit | 16  | 10  | C   | 16  | 13  | 10  | 10  | 3     |
| 21   | Juan Manuel Correa |     |     |     |     |     |     |     |     | 15  | Rit | Rit | C   | 15  | 16  | 12  | 12  | 0     |
| 22   | Matthieu Vaxivière |     |     |     |     |     |     | 12  | 12  | Rit | 15  |     |     |     |     |     |     | 0     |
| Pos. | Pilota             | CAT | CAT | RBR | RBR | SIL | SIL | HUN | HUN | SPA | SPA | MNZ | MNZ | JER | JER | YMC | YMC | Punti |

| Colore  | Risultato             |
| ------- | --------------------- |
| Oro     | Vincitore             |
| Argento | 2º posto              |
| Bronzo  | 3º posto              |
| Verde   | Finito a punti        |
| Blu     | Finito senza punti    |
| Viola   | Ritirato (Rit)        |
| Viola   | Non classificato (NC) |
| Rosso   | Non qualificato (NQ)  |
| Nero    | Squalificato (SQ)     |
| Bianco  | Non partito (NP)      |
| Bianco  | Non ha gareggiato     |
| Bianco  | Infortunato (INF)     |
| Bianco  | Escluso (ES)          |
| Bianco  | Gara cancellata (C)   |

### Classifica scuderie
| Pos. | Squadra             | CAT | CAT | RBR | RBR | SIL | SIL | HUN | HUN | SPA | SPA | MNZ | MNZ | JER | JER | YMC | YMC | Punti  |
| ---- | ------------------- | --- | --- | --- | --- | --- | --- | --- | --- | --- | --- | --- | --- | --- | --- | --- | --- | ------ |
| 1    | ART Grand Prix      | 1   | 4   | 1   | 3   | 1   | 2   | 1   | 5   | 1   | 2   | 1   | С   | 1   | 3   | 2   | 4   | 590    |
| 1    | ART Grand Prix      | 4   | 5   | 2   | 5   | 2   | 4   | 2   | 11  | 2   | 4   | 2   | С   | 2   | 4   | 8   | 5   | 590    |
| 1    | ART Grand Prix      | 5   | 6   | 3   | 6   | 4   | 8   | 3   | Rit | 3   | 7   | 3   | С   | 3   | 5   | 14  | 8   | 590    |
| 2    | Trident             | 6   | 2   | 5   | 2   | 7   | 1   | 5   | 1   | 5   | 1   | 5   | С   | 7   | 2   | 7   | 1   | 285    |
| 2    | Trident             | 12  | 9   | 6   | 4   | 8   | 7   | 6   | 2   | 6   | 3   | 6   | С   | 9   | 7   | 9   | 2   | 285    |
| 2    | Trident             | 13  | 11  | 9   | 9   | 9   | 13  | 7   | 3   | 7   | 8   | 9   | С   | 12  | 14  | 10  | 7   | 285    |
| 3    | Jenzer Motorsport   | 3   | 1   | 7   | 8   | 3   | 5   | 4   | 8   | 4   | 6   | 16† | С   | 8   | 1   | 3   | 6   | 164    |
| 3    | Jenzer Motorsport   | 7   | 3   | 10  | 16  | 6   | 6   | Rit | Rit | 12  | 14  | Rit | С   | 15  | 12  | 5   | 17  | 164    |
| 3    | Jenzer Motorsport   |     |     |     |     |     |     |     |     | 15  | Rit | Rit | С   | 17  | 16  | 12  | 13  | 164    |
| 4    | Arden International | 2   | 14  | Rit | 14  | 5   | 3   | 9   | 6   | 9   | 9   | 12  | С   | 6   | 10  | 1   | 13  | 91     |
| 4    | Arden International | 15  | 15  | Rit | 15  | 11  | 12  | 15  | 10  | 11  | 11  | 15† | С   | 11  | 11  | 6   | 18  | 91     |
| 4    | Arden International | 18  | 17  | Rit | 18  | 13  | Rit | Rit | Rit | 13  | 12  | Rit | С   | 14  | 19  | 17† | Rit | 91     |
| 5    | Campos Racing       | 8   | 7   | 8   | 1   | 10  | 10  | 11  | 7   | 8   | 5   | 4   | С   | 10  | 9   | 13  | 11  | 56     |
| 5    | Campos Racing       | 10  | 10  | 11  | 10  | 12  | 11  | 13  | 9   | 14  | 10  | 8   | С   | 18  | 15  | Rit | 16  | 56     |
| 5    | Campos Racing       | 11  | 16  | 15  | 11  | 16  | Rit | 14  | Rit | Rit | Rit | 11  | С   | 19  | 17  | NP  | Rit | 56     |
| 6    | DAMS                | 9   | 8   | 13  | 12  | 14  | 9   | 10  | 12  | 16  | 13  | 7   | С   | 4   | 8   | 4   | 3   | 49     |
| 6    | DAMS                | 14  | 13  | 14  | 13  | 15  | 14  | 12  | 13  | Rit | 15  | 10  | С   | 13  | 15  | 11  | 10  | 49     |
| 6    | DAMS                | 16  | Rit | Rit | Rit | Rit | 15  | Rit | Rit | Rit | 16  | 13  | С   | 16  | Rit | 16  | 15  | 49     |
| Pos. | Squadra             | CAT | CAT | RBR | RBR | SIL | SIL | HUN | HUN | SPA | SPA | MNZ | MNZ | JER | JER | YMC | YMC | Points |

| Colore  | Risultato             |
| ------- | --------------------- |
| Oro     | Vincitore             |
| Argento | 2º posto              |
| Bronzo  | 3º posto              |
| Verde   | Finito a punti        |
| Blu     | Finito senza punti    |
| Viola   | Ritirato (Rit)        |
| Viola   | Non classificato (NC) |
| Rosso   | Non qualificato (NQ)  |
| Nero    | Squalificato (SQ)     |
| Bianco  | Non partito (NP)      |
| Bianco  | Non ha gareggiato     |
| Bianco  | Infortunato (INF)     |
| Bianco  | Escluso (ES)          |
| Bianco  | Gara cancellata (C)   |

## Test post-stagionali
Il Circuito di Yas Marina ha ospitato i test post stagionali, tra il 30 novembre e il 2 dicembre.
| Circuito               | Data                     | Pilota più veloce  | Team           | Tempo    | Giri |
| ---------------------- | ------------------------ | ------------------ | -------------- | -------- | ---- |
| Circuito di Yas Marina | 30 novembre (mattino)    | Niko Kari          | MP Motorsport  | 1'54"960 | 7    |
| Circuito di Yas Marina | 30 novembre (pomeriggio) | Callum Ilott       | ART Grand Prix | 1'55"277 | 28   |
| Circuito di Yas Marina | 1º dicembre (mattino)    | Niko Kari          | MP Motorsport  | 1'54"733 | 17   |
| Circuito di Yas Marina | 1º dicembre (pomeriggio) | Leonardo Pulcini   | Campos Racing  | 1'55"210 | 29   |
| Circuito di Yas Marina | 2 dicembre (mattino)     | Ferdinand Habsburg | MP Motorsport  | 1'54"889 | 30   |
| Circuito di Yas Marina | 2 dicembre (pomeriggio)  | Jake Hughes        | ART Grand Prix | 1'55"578 | 23   |